# Solar Decathlon China
Der Solar Decathlon China ist ein technisch-interdisziplinärer Wettbewerb, bei dem Studententeams aus aller Welt ein Haus entwerfen und bauen, dessen Energiebedarf allein durch Sonnenenergie gedeckt wird.
China steht dabei für den Austragungsort und beschränkt die Herkunft der Teilnehmer nicht auf den asiatischen Kontinent. Der im Jahr 2013 erstmals ausgerichtete  Solar Decathlon China fand in Datong (China) in der Provinz Shanxi statt. Der zweite SDC wurde 2018 in Dezhou, Provinz Shandong ausgerichtet, für den dritten SDC 2021 in Zhangjiakou, Provinz Hebei sind 15 Teams nominiert.
Der Ableger des amerikanischen Solar Decathlon wurde im Januar 2011 erstmals von der chinesischen Regierung zusammen mit Chinas National Energy Administration (NEA), dem Energieministerium der Vereinigten Staaten (DOE) und der Peking-Universität (PKU) ausgelobt. Dazu wurden ein bilaterales Abkommen zwischen der amerikanischen und der chinesischen Regierung getroffen.
Ein ähnliches Abkommen begründete auch den Solar Decathlon Europe, der erstmals im Jahr 2008 ausgetragen wurde.

## Teilnahme
Teilnehmen können Studententeams jeder Universität oder Hochschule der Welt. Anhand einer Bewerbung, die jedes Team im Vorfeld des Wettbewerbs einreichen muss, trifft der Veranstalter eine Vorauswahl, wobei das Teilnehmerfeld limitiert wird. Neben der architektonischen und energietechnischen Planung des Hauses sind die Organisation und die Finanzierung des Projektes ein wesentlicher Wettbewerbsbestandteil. Den Studententeams stehen für die Planung und Umsetzung des Bauprojektes zwei Jahre zur Verfügung. Der Wettbewerb endet mit einem zweiwöchigen Zusammentreffen aller Teilnehmer, bei dem sich die Teams bzw. ihre Häuser in zehn Disziplinen miteinander messen.

## Bewertung
Der Name Decathlon leitet sich dabei von zehn Teildisziplinen innerhalb des Wettbewerbs ab. Dabei werden die Prototypen nicht nur hinsichtlich der Energieeffizienz und des innovativen Umgangs mit energieaktiver Solartechnik, sondern auch bezüglich der Wohnqualität und der nachhaltigen Entwicklung für das Bauwesen bewertet. Hinzu kommt, dass auch das durch die jeweiligen Teams erregte öffentliche Interesse am energieeffizienten und nachhaltigen Bauen bewertet wird.
Im Jahr 2013 waren folgende Teildisziplinen im Wettbewerb maßgeblich:
- Architektur
- Technische Umsetzung & Konstruktion
- Solaranwendungen
- Energiebilanz
- Komfort und Raumklima
- Ausstattung mit Haushaltsgeräten
- Kommunikation
- Marktfähigkeit und -potenzial
- Warmwasserversorgung
- Einsatz von Unterhaltungselektronik

Für den Wettbewerb 2018 wurden die Disziplinen teilweise geändert:
- Architektur
- Technische Umsetzung & Konstruktion
- Energiebilanz
- Ausstattung mit Haushaltsgeräten
- Kommunikation
- Marktfähigkeit und -potenzial
- Innovation
- Wohnklima
- Wohnkomfort
- E-Mobilität

## SDC 2013
Der erste Solar Decathlon China fand August 2013 in Datong (China) statt.

### Teilnehmer des SDC 2013
- / Tsinghua-Universität und Florida International University
- / Polytechnic Institute of New York University, Universität Gent, und Worcester Polytechnic Institute
- Technische Universität des Nahen Ostens
- Abbaspour University of Technology
- / Peking-Universität und University of Illinois at Urbana-Champaign
- Universität Tel Aviv, Shenkar College of Engineering and Design, Neri Bloomfield School of Design and Education, College of Management Academic Studies
- Inner Mongolia University of Technology
- / Alfred State College und Guilin University of Technology und Alfred University
- / London Metropolitan University und Guangzhou Academy of Fine Arts
- Shandong Jianzhu University
- Chinesische Universität für Bergbau und Technologie
- Jiaotong-Universität Shanghai
- South China University of Technology und Universität für Wissenschaft und Technik Zentralchina
- Universität Südostchinas
- University of Wollongong
- / Beijing Jiaotong University und Berner Fachhochschule
- / New Jersey Institute of Technology und Harbin Institute of Technology
- Technische Hochschule Chalmers
- Technische Universität Malaysia
- Amerikanische Universität Kairo
- Xiamen-Universität
- Xi’an University of Architecture and Technology
- Nationaluniversität Singapur

### Gewinner des SDC 2018
- 1. Platz: Team UOW, Universität Wollongong
- 2. Platz: Team SCUT, South China University of Technology und Universität für Wissenschaft und Technik Zentralchina
- 3. Platz: Team Sweden, Technische Hochschule Chalmers[7]

## SDC 2018
Der zweite Solar Decathlon in China wurde in Dezhou, Provinz Shandong veranstaltet, war ursprünglich auf das Jahr 2017 angesetzt und wurde wegen „Auslandsaktivitäten des Landes“ auf Anfang 2018 verschoben. Der Hauptevent fand vom 2. bis 17. August 2018 statt. Die folgenden Teams nahmen teil:

### Teilnehmer des SDC 2018
- / Team SCUT-POLITO South China University of Technology and Polytechnic University of Turin
- Team BJTU-Jolywood Beijing Jiaotong University
- Team B&R The University of Hong Kong (China), Beijing University of Civil Engineering and Architecture
- College of Management Academic Studies (COMAS) Afeka College
- Team Montreal McGill University and Concordia University
- / Team CNBM-WIN New Jersey Institute of Technology and Fujian University of Technology
- Team Shunya Indian Institute of Technology Bombay
- Team SIE-LNKT Shenyang Institute of Engineering
- / Team SJTUIUC Shanghai Jiaotong University and University of Illinois at Urbana-Champaign (China-United States)
- Team Solar Offspring Hunan University
- Seoul National University; Sung Kyun Kwan University; AJOU University
- Team SUES-XD Shanghai University of Engineering Science
- / Team TJU-TUDA Tongji University and Technical University of Darmstadt (China-Germany)
- / Team TUBSEU Southeast University and Technical University of Braunschweig (China-Germany)
- /Team JIA+ Shandong University; Xiamen University; National Institute of Applied Sciences of Rennes; University of Rennes 1/Superior School of Engineering of Rennes; University of Rennes 2/Institute of Management and Urbanism of Rennes; High School Joliot Curie of Rennes; Technical School of Compagnons du Devoir of Rennes; European Academy of Art in Brittany (EESAB); National School of Architecture of Brittany
- University of Toronto; Ryerson University; Seneca College
- University of Nottingham, Ningbo, China
- Team WashU Washington University in St. Louis, Missouri
- Team XAUAT Xi’an University of Architecture and Technology
- // Team XJTU-WNEUPOLIMI Xi’an Jiaotong University and Western New England University
- / Team YIYantai University and Illinois Institute of Technology
- Team THU Tsinghua University Peking

Teilnahme zurückgezogen:
- Istanbul Technical University; Istanbul Kültür University; Yildiz Technical University

### Gewinner des SDC 2018
- 1. Platz: South China University of Technology and Polytechnic University of Turin (China-Italy)
- 2. Platz: Tsinghua University (China)
- 3. Platz (geteilt): Southeast University and Technical University of Braunschweig (China-Germany),
- 3. Platz (geteilt): Shandong University; Xiamen University; National Institute of Applied Sciences of Rennes; University of Rennes 1/Superior School of Engineering of Rennes; University of Rennes 2/Institute of Management and Urbanism of Rennes; High School Joliot Curie of Rennes; Technical School of Compagnons du Devoir of Rennes; European Academy of Art in Brittany (EESAB); National School of Architecture of Brittany; (China-France)[11]

## SDC 2021
Der Solar Decathlon China 2021 wurde in Zhangjiakou (Provinz Hebei) ausgerichtet. 15 Teams qualifizierten sich für das Finale.
Nachdem Zhangjiakou auch einer der Ausrichtungsorte der Olympischen Winterspiele 2022 in Peking war, wurden einige der zum SDC errichteten Gebäude auch während der Olympiaveranstaltung genutzt.

### Teilnehmerteams des Finales SDC 2021
- /  Team CUMT&AGH China University of Mining and Technology, AGH University of Science and Technology
- /Team Y-Team Xi’an Jiaotong-Liverpool University, Zhejiang University/University of Illinois at Urbana-Champaign Institute, Thomas Jefferson University
- TEAM DUT and Associates Dalian University of Technology
- / TEAM HUI Hefei University of Technology, University of Lille
- / TEAM SRF Shenzhen University, RMIT University
- /TEAM Tianjin U+ Tianjin University, The Oslo School of Architecture and Design, Tianjin Chengjian University
- TEAM CCMH Chongqing University
- /TEAM BJTU+ Beijing Jiaotong University, Loughborough University
- TEAM HIT Harbin Institute of Technology
- /TEAM DTU-SUDA Technical University of Denmark Soochow University
- TEAM THU Tsinghua University
- XJTU+ Xi’an Jiaotong University
- /TEAM Solar Ark Southeast University, Swiss Federal Institute of Technology Zurich, Sanming University
- /TEAM Hope Land Zhejiang Normal University, Shenyang Jianzhu University, TU Chemnitz
- TEAM Qiju 3.0 Xi’an University of Architecture and Technology, Southwest Minzu University